# Горняк (алмаз)

Алмаз «Горняк»

Горня́к — уникальный алмаз в 44,62 карата, найденный в кимберлитовой трубке «Мир» в 1966 году. Он назван в честь горняков, добывающих алмазную руду. Хранится в Алмазном фонде Московского Кремля.

## Описание
Алмаз был визуально обнаружен 25 ноября 1966 г. непосредственно в карьере «Мир». Экскаваторщик Борис Павлович Кораблёв во время проведения очистных работ в карьере увидел, как что-то ослепительно блеснуло у ковша в свете прожектора. Он вылез из кабины и поднял удивительной красоты кристалл.
Размеры кристалла 23,5×23,5×23,0 мм. Алмаз представляет собой плоскогранный острорёберный октаэдр правильной формы с небольшими сколовыми повреждениями вершин.
Алмаз ювелирного качества, с характерным зеленоватым оттенком.